# Крествуд (Илиноис)
Крествуд (енгл. Crestwood) град је у америчкој савезној држави Илиноис.

## Демографија
По попису из 2010. године број становника је 10.950, што је 301 (-2,7%) становника мање него 2000. године.
| Група             | 2000.          | 2010.         |
| Белци             | 10.139 (90,1%) | 9.073 (82,9%) |
| Афроамериканци    | 508 (4,5%)     | 750 (6,8%)    |
| Азијати           | 82 (0,7%)      | 106 (1,0%)    |
| Хиспаноамериканци | 414 (3,7%)     | 892 (8,1%)    |
| Укупно            | 11.251         | 10.950        |